# Микеланђело Антониони
Микеланђело Антониони (итал. Michelangelo Antonioni; Ферара, 29. септембар 1912 – Рим, 30. јул 2007) био је италијански модернистички филмски редитељ, један од најутицајнијих филмских естетичара и филмских стваралаца 20. века.

## Биографија

### Рани период
Микаеланђело Антониони рођен је у Ферари, Емилиа-Ромања. Након дипломе из економије на Универзитету у Бологњи, 1935. почео је писати као филмски новинар за локалне новине у Ферари, Il Corriere Padano.
Године 1940, се преселио у Рим, где је радио за Cinema, службени фашистички филмски часопис којег је уређивао Виторио Мусолини. Међутим, Антониони је отпуштен неколико месеци након тога. Касније те године се уписао у Centro Sperimentale di Cinematografia и студирао је филмску технику.

### Први филмови
Године 1942, је заједно с Робертом Роселинијем написао сценариј за филм Un pilota ritorna, потом је радио као помоћник редитеља на филму Енрика Фулцињонија, I due Foscari. 1943. је отпутовао у Француску и асистирао Марселу Карнéу на филму Les visiteurs du soir. Антониони је у четредесетима почео да снима кратке филмове почевши с Gente del Po, причом о сиромашном рибару из долине реке По на којем је радио од 1943. до 1947. Ови филмови су по стилу били неореалистички, полудокументарне студије живота обичних људи.
Међутим, Антонионијев први дугометражни филм Хроника једне љубави (1950) удаљио се од неореализма описујући средње класе. Наставио је у таквом стилу у серији других филмова: Поражени (1952), с три приче, од којих је свака смештена у различиту земљу ( Француску, Италију и Енглеску), о младалачкој деликвенцији; Дама без камелија (1953) о младој филмској звезди и њезином паду; и  Пријатељице (1955) о женама из средњег сталежа у Торину. Крик (1957) је био повратак причама о радничкој класи, а описивао је радника у творници и његову ћерку. Свака од ове три приче говорила је о друштвеном отуђењу.

### Међународни успех
У Пријатељицама, Антониони је експериментисао с новим радикалним стилом: уместо конвенционалне нарације, презентирао је серију наизглед неповезаних догађаја, а често је користио и дуге кадрове. Овај стил био је потенцијално фрустрирајући због спорог ритма и напретка приче. Међутим, Антониони се стилу вратио у  Авантури (1960), филму с којим је остварио први међународни успех. Одговор на Филмском фестивалу у Кану била је комбинација одобравања и негодовања, али је филм био популаран у уметничким биоскопима широм света. Следили су  Ноћ (1961) и Помрачина (1962). Ова три филма се често називају трилогијом јер су стилски слична и говоре о отуђењу човека у модерном свету. Његов први филм у боји, Црвена пустиња (1964), бави се сличним темама, а понекад се спомиње као четврти филм из "трилогије".

### Филмови на енглеском
Антониони је тада потписао уговор с продуцентом Карлом Понтијем који му је давао уметничку слободу на три филма на енглеском језику која је требало да објави МГМ. Први, Повећање (1966), који је радњом био смештен у Енглеску, био је велики успех. Иако се бавио изазовном темом, био је успешан и популаран међу публиком, без сумње понајвише због сексуалних сцена које су у то време сматране експлицитним. У главним улогама су наступили Давид Хемингс и Ванеса Редгрејв.
Други,  Долина смрти (1970), био је први Антонионијев филм смештен у Америку. Постигао је много мањи успех, иако су се на његовом саундтреку нашли популарни уметници као што су Пинк Флојд (који су написали нову музику посебно за филм), Грејтфул Дед и Ролинг Стонси. Описивао је покрет контракултуре, али је био критикован због бледе изведбе главних глумаца, који никад пре нису глумили.
Трећи, Занимање: репортер (1975), с Џеком Николсоном, био је хваљен од критике, али је лоше прошао у биоскопима. Дуго времена је био ван дистрибуције, али је поновно објављен у мањем броју биоскопа у октобру 2005, а накнадно и на DVD-у.
Године 1972,, између Долине смрти и Занимање: репортер, Антонионија је позвала влада Народне Републике Кине како би након Културне револуције посетио Кину. Снимио је документарац Цхунг Куо/Кина, али су га кинеске власти назвале "антикинеским" и "антикомунистичким". Документарац је први пут приказан 25. новембра 2004. у Пекингу на филмском фестивалу који је организовала Пекиншка филмска академија у част радовима Микеланђела Антонионија.

### Последњи филмови
Антониони је 1980. снимио Мистерију Обервалда, експеримент с применом телевизијске технике, с Моником Вити у главној улози. Базиран је на причи Жана Коктоа Орао с две главе.
Идентификација једне жене (1982), сниман је у Италији, говори о честим темама из његове италијанске трилогије.
Године 1985, Антониони је претпрпео мождани удар, који га је оставио деломично парализованог и без функције говора. Ипак, наставио је снимати филмове, укључујући филм С ону страну облака (1995), за који је неке сцене снимио Вим Вендерс. Вендерс је рекао како је Антониони током монтаже одбио готово сав материјал који је снимио, осим неколико прелаза. За филм Кyкло су поделили награду ФИПРЕСЦИ на Венецијанском филмском фестивалу.
Године 1996, му је додијељен Оскар за животно дело. Предао му га је Џек Николсон. Месецима касније, статуу су украли провалници и морао је да буде замиењен. Пре тога је био номинован за Оскар за најбољег редитеља и најбољи сценариј за Повећање.
Антонионијев последњи филм, снимљен у његовим деведесетим, био је сегмент антологијског филма Ерос (2004), назван "Погибељни низ ствари". Епизоде кратког филма уоквирене су сањивим сликама и песмом "Микеланђело Антониони" коју је компоновао и отпевао Каетано Велосо. Међутим, филм није добро примљен; РоЏер Еберт је, на пример, тврдио да филм није еротичан и да не говори о еротици.
Антониони је умро 30. јула 2007. у Риму, у 94. години, исти дан кад и други славни редитељ, Ингмар Бергман. Антониони је до спровода лежао у римској градској већници, где су се на великом екрану приказивали црно-бели материјали с њим на сетовима филмова и иза кулиса. Сахрањен је у родној Ферари, 2. августа 2007.

## Теме и стил
Историчарка филма Вирџинија Рајт Веxман описала је Антонионијев поглед на свет као перспективу " пострелигиозног марксисте и егзистенцијалистичког интелектуалца". У говору на Канском фестивалу на тему Авантуре, Антониони је рекао како у модерном добу рационализма и науке, човечанство још живи под покровом "ригидне и стереотипизоване моралности коју сви од нас препознајемо као такву и придржавамо је се због малодушности и чисте лености". Рекао је да његови филмови истражују парадокс како "смо испитивали оне моралне ставове врло опрезно, потанко смо их рашчланили и анализирали до тачке изморености. Били смо способни за све то, али нисмо успели наћи нове." Девет година после је исрекао сличан став у интервјуу, рекавши како је презирао реч 'моралност'. "Кад се човек помири с природом, кад свемир постане његова позадина, ове речи и концепти ће да изгубе своје значење, и више их нећемо морати да користимо."
Због тога су неке од честих тема у Антонионијевим филмовима ликови који болују од незадовољства и чији су животи празни и без сврхе. Историчар филма Дејвид Бордвел пише да су у његовим филмовима, "Одмори, забаве и уметнички пориви узалудни покушаји којима покушава да се сакрије мањак одлучности и емоција јунака. Сексуалност је редукована на обично завођење а главни задатак је згртање материјалног по сваку цену."
Антонионијеви филмови штеде на радњи и дијалозима, а већина времена се посвећује задржавању на одређеном окружењу, као што је 10-минутни непрекинути кадар у филму Занимање: репортер, или сцена у Помрачини у којој Моника Вити са занимањем зури у електричне стубове уз амбијенталне звукове звецкања жица. Вирџиниа Рајт Веxман овако описује његов стил:
"Камера је постављена на средњу удаљеност чешће него је приближена, често се помера споро; кадрови могу да трају дуго, без резова. Иако је свака слика све комплекснија, садржавајући више информација него што би га садржавале у стилу у којем је уоквирено мање подручје ... У Антонионијевом раду морамо похвалити дужину његових кадрова; он нас присиљава на потпуну пажњу продужавајући кадар много дуже онда када би га други већ одсекли."
Антониони је познат и по употреби боје као значајног експресивног елемента, посебно у Црвеној пустињи, његовом првом филму у боји.

## Утицај
Дејвид Бордвел каже да су Антонионијеви филмови изузетно утицали на касније уметничке филмове: "више него било који други редитељ, он је охрабрио редитеље да истраже елиптичну и нарацију с отвореним крајем."
Антонионијевом аскетском стилу и безначајним ликовима се нису дивили сви критичари. Ингмар Бергман је једном рекао како се дивио неким Антонионијевим филмовима због њихове издвојене и сањиве квалитете. Међутим, док је Повећање и Ноћ сматрао ремек-делима, друге његове филмове је назвао досадним и нагласио да никад није схватио зашто се Антониони толико цени. Занимљиво, и Антонион и Бергман умрли су на исти дан 2007. године.
У књизи интервјуа Питера Богдановича Ово је Орсон Велс, Wелс каже: "Не волим се задржавати на стварима. То је један од разлога зашто ми је Антониони толико досадан - то уверење да ће, зато што је кадар добар, он постати бољи ако се настави гледати у њ. Он ти да кадар некога како хода путем. И помислиш, 'Добро, па неће носити ту жену целим путем'. И тада она одлази, а ти наставиш гледати пут и након што је она отишла."
Антонионијево име појављује се у песми "La Vie Boheme" из популарног мјузикла Rent, у друштву других културних икона као што су Бертолучи и Куросава.

## Филмографија Микеланђела Антонионија

### Дугометражни филмови
- Хроника једне љубави 1950.
- Поражени 1952.
- Дама без камелија 1953.
- Пријатељице 1955.
- Крик 1957.
- Авантура 1960.
- Ноћ 1961.
- Помрачина 1962.
- Црвена пустиња 1964.
- Повећање 1966.
- Долина смрти 1970.
- Цхунг Куо (документарац) 1972.
- Занимање: репортер 1975.
- Мистерија Обервалда 1981.
- Идентификација једне жене 1982.
- С ону страну облака 1995.

### Кратки филмови
- Генте дел По (Народ са Поа, 10 мин., снимљен 1943, објављен 1947)
- Н. У. (Неттезза урбана) (Дустмен, 11 мин., 1948)
- Олтре л'облио (1948)
- Рома-Монтевидео (1948)
- Л'амороса мензогна (Ловинг Лие, 10 мин., 1949)
- Сетте цани е ун вестито (Севен Реедс, Оне Суит, 10 мин., 1949)
- Бомарзо (1949)
- Рагаззе ин бианцо (Гирлс ин wхите, 1949)
- Суперстизионе (Суперститион, 9 мин., 1949)
- Ла вилла деи мостри (Тхе Хоусе оф Монстерс, 10 мин., 1950)
- Ла фунивиа дел Фалориа (Тхе Фуницулар оф Моунт Фалориа, 10 мин., 1950)
- Инсерто гирато а Лисца Бианца (ТВ, 8 мин., 1983)
- Кумбха Мела (18 мин., 1989)
- Ното, Мандорли, Вулцано, Стромболи, Царневале (Волцаноес анд Царнивал, 8 мин., 1993)
- Сицилиа (9 мин., 1997)

Ло 	сгуардо ди Мицхелангело (Тхе Газе оф 	Мицхелангело, 15 мин., 2004)

### Епизоде у омнибусима
- Тентато суицидо ("Wхен Лове Фаилс", епизода у Л'аморе ин циттà, 1953)
- Ил провино (сегмент у Тхе Тхрее Фацес оф а Wоман - И тре волти, 1965)
- Рома (сегмент у 12 регисти пер 12 циттà, промотивни филм Свјетско фудбалско првенство, 1989)
- Ил фило перицолосо делле цосе ("Погибељни низ ствари", сегмент у Еросу, 2004)